# Бетанкур Сент Уан
Бетанкур Сент Уан (фр. Bettencourt-Saint-Ouen) насеље је и општина у североисточној Француској у региону Пикардија, у департману Сома која припада префектури Амјен.
По подацима из 2011. године у општини је живело 649 становника, а густина насељености је износила 80,72 становника/km². Општина се простире на површини од 8,04 km². Налази се на средњој надморској висини од 35 метара (максималној 103 m, а минималној 17 m).

## Демографија
| 1962. | 1968. | 1975. | 1982. | 1990. | 1999. | 2011. |
| ----- | ----- | ----- | ----- | ----- | ----- | ----- |
| 356   | 377   | 340   | 345   | 389   | 410   | 649   |

График промене броја становника у току последњих година